# Pine Island (comté de Hernando, Floride)
Pour les articles homonymes, voir Pine Island.
Pine Island est une census-designated place du comté de Hernando, dans l'État de Floride, aux États-Unis,. En 2020, elle compte une population de 62 habitants.